# Limbi centum și limbi satem
     Limbi centum
     Limbi satem
     Aria presupusă a originii satemizării: culturile Andronovo, Abașevo sau Srubna

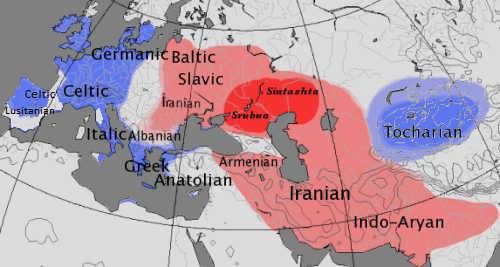
Limbile indo-europene în Antichitate.
Limbi centum
Limbi satem
Aria presupusă a originii satemizării: culturile Andronovo, Abașevo sau Srubna

În lingvistica istorică, limbile centum și limbile satem formează două ramuri ale familiei limbilor indo-europene, prima de vest, a doua de est. La concluzia despărțirii în aceste două grupuri a ajuns la un moment dat cercetarea evoluției limbilor indo-europene, descriind evoluția în ele a trei serii de consoane din limba protoindo-europeană. Denumirile celor două ramuri sunt numele numărului „100” în două limbi reprezentative pentru fiecare: centum (pronunțat [kentum]) în limba latină și satəm în limba avestică.

## Formarea ramurilor centum și satem
Limba protoindo-europeană avea consoanele velare *k, *g, *gʰ, velarele palatalizate *ḱ, *ǵ, *ǵʰ și velarele labializate *kʷ, *gʷ, *gʷʰ. Acestea au evoluat diferit în cele două ramuri. În limbile centum, velarele palatalizate s-au confundat cu velarele, iar velarele labializate s-au păstrat. S-a păstrat și articularea oclusivă a velarelor [k, g]. În limbile satem, velarele s-au confundat cu velarele labializate, iar velarele palatalizate s-au păstrat o vreme, apoi au evoluat mai departe în consoane fricative sau africate.
Principalele ramuri de limbi din cele două grupuri sunt considerate în mod tradițional:
- centum: limbile elenice (printre care limba greacă), celtice, italice (printre care latina) și germanice;
- satem: limbile indo-iraniene și balto-slave.

Împărțirea în grupurile centum și satem a fost general acceptată ca relevantă până la descoperirea a două limbi indo-europene necunoscute până la începutul secolului al XIX-lea, tohariana (1904) și hitita (1906) care sunt limbi centum, deși sunt estice. Hitita era vorbită în Anatolia, iar tohariana era situată și mai la est, în actuala provincie din China, Xinjiang. Aceasta a dovedit că clasificarea limbilor indo-europene în două ramuri geografic și fonetic distinse nu este lipsită de probleme.
Caracteristicile fonetice care disting limbile centum de limbile satem au existat până aproximativ în Antichitate. Ulterior au avut loc evoluții prin care unele nu s-au mai regăsit în urmașele lor. Astfel, în majoritatea limbilor romanice, consoana /k/ din cuvântul ce reprezintă limbile centum a devenit fricativă sau africată, ca în limbile satem: la  centum [kentum] > it  cento [t͡ʃento], fr  cent [sɑ̃], es  ciento [θiento].